# Richard F. Natonski

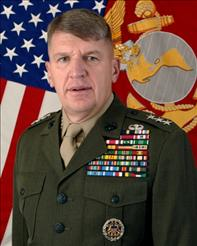
LtGen. Natonski

Richard F. Natonski ist ein ehemaliger Lieutenant General des US Marine Corps. Er war von August 2008 bis September 2010 Kommandeur des US Marine Corps Forces Command, der Marine-Corps-Komponente des US Joint Forces Command, in Norfolk, Virginia. Damit ist er zugleich Kommandeur der US Marine Corps Bases Atlantic und Kommandierender General der Fleet Marine Force Atlantic. Davor war er vom 7. November 2006 bis August 2008 der stellvertretende Commandant für Planungen, Strategien und Operationen. Von 2004 bis 2006 war er der Kommandierende General der 1. US-Marineinfanteriedivision, während diese im Irak-Krieg eingesetzt war.

## Militärische Laufbahn
Natonski schloss 1973 die University of Louisville mit einem Bachelor of Arts in Geschichte ab, erhielt sein Offizierspatent und wurde Second Lieutenant des US Marine Corps. Nachdem er dann ein Jahr später, 1974, die Basic School absolviert hatte, wurde er als Platoon Commander (dt. etwa Zugführer) und Executive Officer (XO) der H-Kompanie, 2. Bataillon des 4. US-Marineregiments eingesetzt. Mit dieser Einheit nahm er dann auch an zwei friedlichen Evakuierungsoperationen in Kambodscha (Operation Eagle Pull) und Südvietnam (Operation Frequent Wind) teil.
Im Juli 1975 wurde Natonski in das Marine Corps Recruit Depot San Diego versetzt und diente dort als Kompaniechef der A-Kompanie des 1. Rekrutenausbildungsbtaillons und zugleich auch als Operationsoffizier des Bataillons. Im April 1978 wurde er, bereits zum Captain befördert, in die Marine Barracks 8th and I in Washington, D.C. versetzt, wo er als Erster Offizier und später als Kommandierender Offizier der B-Kompanie eingesetzt wurde.
Nach seinem Einsatz in Washington (D.C.) wurde Natonski im Sommer 1981 als Platoon Commander an der Officer Candidate School eingesetzt, um danach selbst die Amphibious Warfare School in Quantico, Virginia zu absolvieren. Im Juli 1982 wurde er dann nach Camp Pendleton, Kalifornien versetzt und diente als Operationsoffizier des 1. Bataillons, 5. US-Marineregiment der 1. US-Marinedivision. Nach seinem Einsatz in Camp Pendleton wurde Major Natonski im Juli 1984 in das Hauptquartier des US Marine Corps nach Washington (D.C.) versetzt und diente dort in der Bodenkampfentwicklungsabteilung des Departments für Pläne, Strategien und Operationen. Von 1987 bis 1988 absolvierte er das Marine Corps Command and Staff College in Quantico.
Nach seinem Abschluss wurde er als Beobachter der UN-Mission im Nahen Osten eingesetzt. Im Juni 1989 wurde er zum 2. Marine Aircraft Wing in Cherry Point, North Carolina versetzt und diente dort als Planungsoffizier (G-3).
Im Juli 1991 diente Lieutenant Colonel Natonski in der 2. US-Marinedivision, wo er als Erster Offizier des 2. US-Marineregiments eingesetzt wurde, bis er schließlich im Mai 1992 das Kommando über das 1. Bataillons des Regiments übernahm. Als Kommandierender Offizier nahm er an der Operation GTMO teil, die humanitäre Hilfe für haitianische Flüchtlinge in Kuba bereitstellte, sowie an der Operation Restore Hope und Continue Hope in Somalia. Er beendete seinen Einsatz in der Division als stellvertretender Planungsoffizier (G-3).

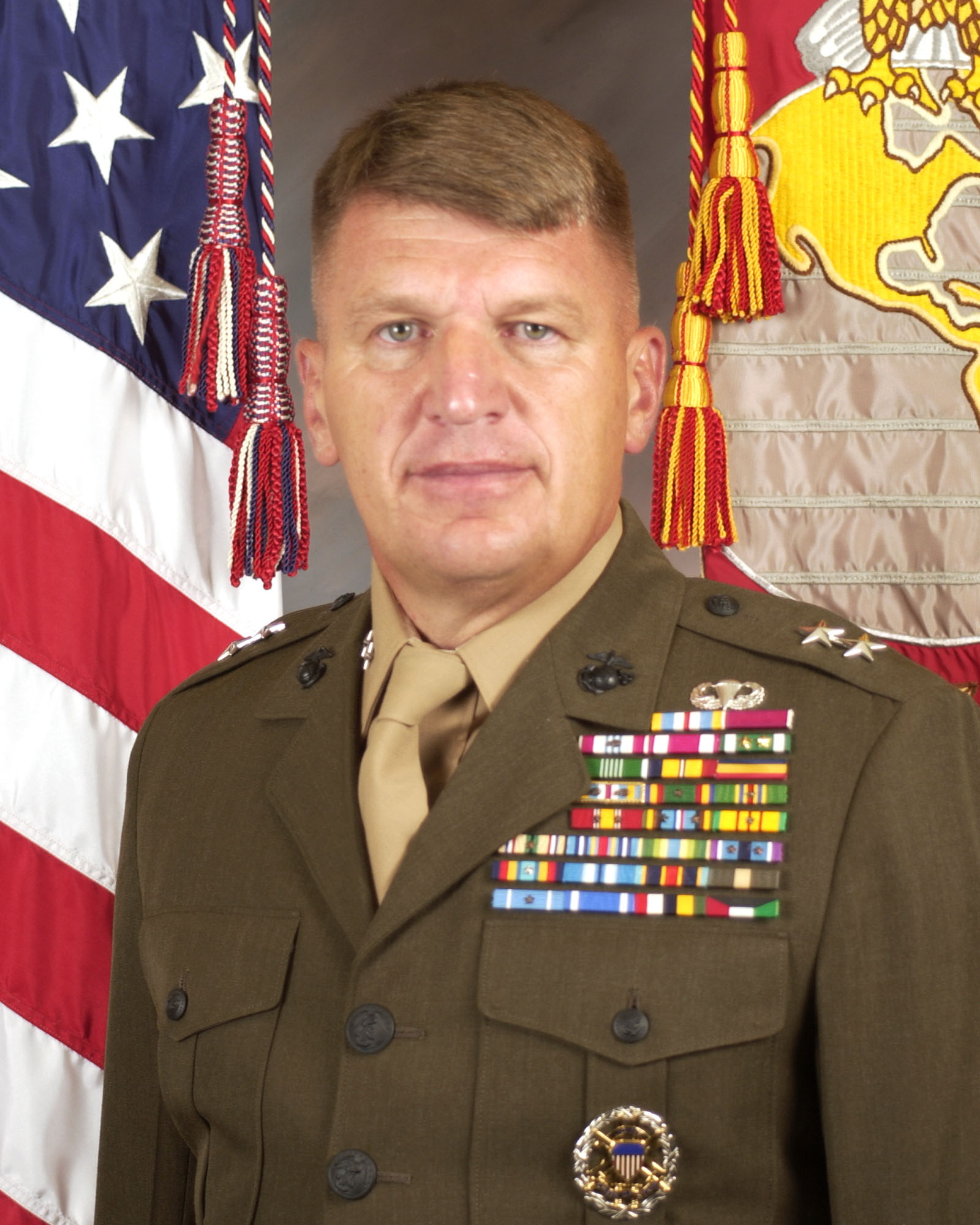
MajGen. Natonski

Von 1994 bis 1995 besuchte er das NATO Defence College in Rom. Colonel Natonski diente danach in der Operationsabteilung der II. Marine Expeditionary Force (II MEF), bis er im Oktober 1995 das Kommando über die 24. Marine Expeditionary Unit (MEU) übernahm. Er war Kommandeur der 24. MEU während Einsätzen in Bosnien und Herzegowina und Kuwait. Im Mai 1998 wurde er zu den Joint Chiefs of Staff ins Verteidigungsministerium der Vereinigten Staaten versetzt und diente dort als Kommandeur der CENTCOM-Division im Joint Staff (J-3) Direktorat für Operationen und war danach als stellvertretender Direktor für Operationen im National Military Command Center eingesetzt.
Danach wurde Brigadier General Natonski zuerst als Direktor der Strategie und Planungsabteilung und dann als Direktor der Operationsabteilung des Planungs-, Strategie- und Operations-Department des Marine Corps Hauptquartiers eingesetzt.

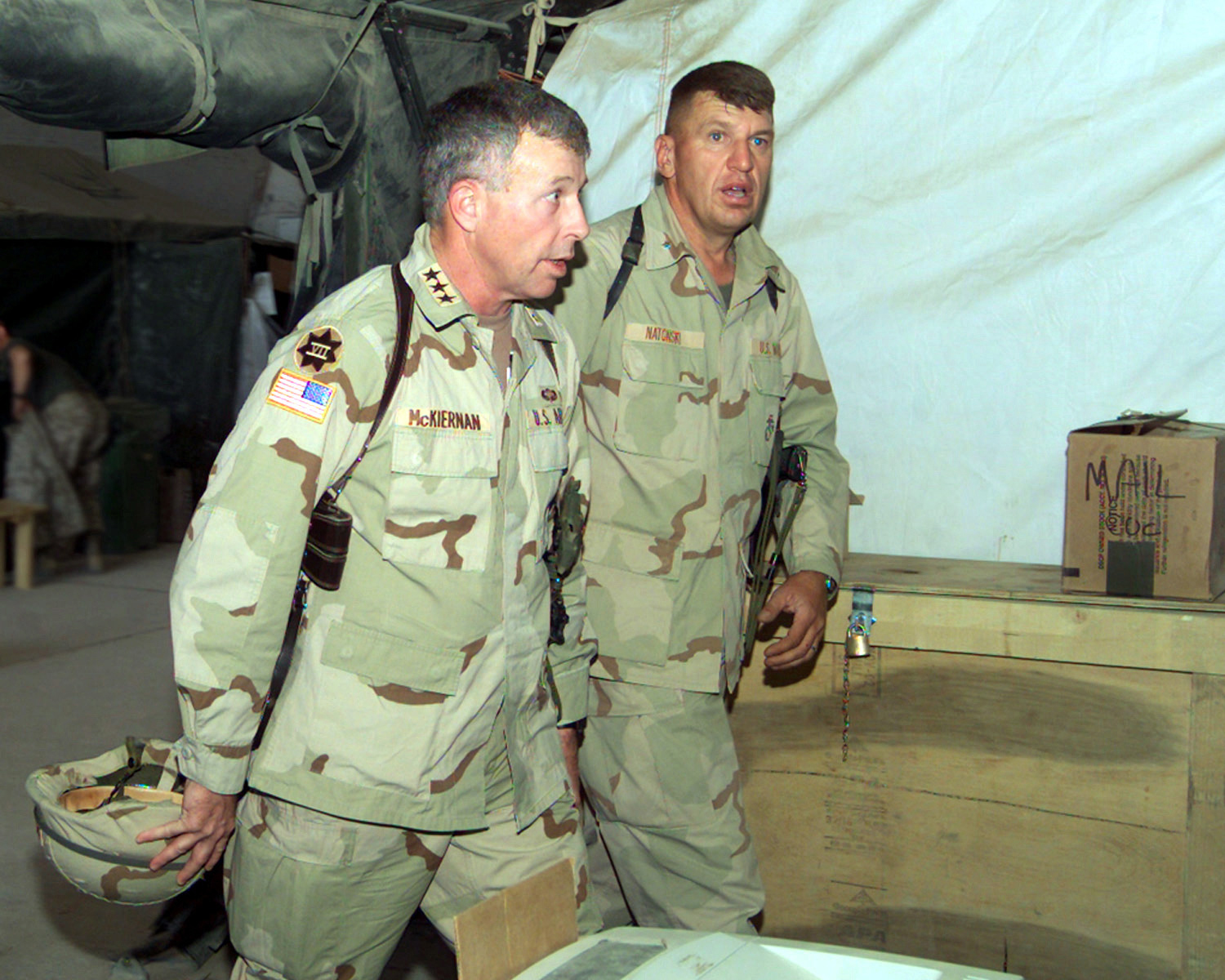
Natonski mit Lieutenant General David D. McKiernan, 2003.

Im Juni 2002 übernahm er dann wieder ein Feldkommando über Teile der 2. US-Marinedivision, die 2. Marine Expeditionary Brigade (MEB). Vom Januar bis zum Juni 2003 war die 2. MEB als Unterstützung für die Operation Iraqi Freedom eingesetzt. Während dieser Operation wurde die 2. MEB umgruppiert als Task Force Tarawa und als Bodenkampfkomponente der I. Marine Expeditionary Force (I MEF) eingesetzt.
Am 20. August 2004 übernahm Natonski dann als Major General und Kommandierender General die 1. US-Marinedivision, während diese im Irak eingesetzt war. Nun leitete er das Bodenkampfelement der I MEF gegen Volksaufstände in Falludschah während der Operation Phantom Fury und den Parlamentswahlen 2005.
Am 12. Juni 2006 nominierte Präsident George W. Bush Natonski für die Beförderung zum Lieutenant General und den Posten des assistierenden stellvertretenden Commandant für Planungen, Strategien und Operationen. Im September 2006 trat er seinen neuen Posten an und wurde im November zum Lieutenant General befördert.
Am 13. März 2008 wurde Natonski für den Posten des Kommandeurs des US Marine Corps Forces Command, der Marine-Corps-Komponente des US Joint Forces Command, in Norfolk, Virginia, nominiert. Er löste Joseph F. Weber im August 2008 auf diesem Posten ab. Damit war er zugleich Kommandeur der US Marine Corps Bases Atlantic und Kommandierender General der Fleet Marine Force Atlantic.
Er ging am 8. September in Ruhestand.

## Auszeichnungen
Auswahl der Dekorationen, sortiert in Anlehnung der Order of Precedence of Military Awards:
- Navy Distinguished Service Medal
- Defense Superior Service Medal
- Legion of Merit
- Defense Meritorious Service Medal (2 ×)
- Meritorious Service Medal
- Navy & Marine Corps Commendation Medal (3 ×)
- Army Commendation Medal
- National Defense Service Medal (3 ×)
- Armed Forces Expeditionary Medal (3 ×)
- Vietnam Service Medal (2 ×)
- Southwest Asia Service Medal (2 ×)
- Iraq Campaign Medal
- Global War on Terrorism Expeditionary Medal
- Global War on Terrorism Service Medal
- Korea Defense Service Medal
- Humanitarian Service Medal (3 ×)

## Verweise